# Conquest of Light
Conquest of Light (alternativ The Conquest of Light) ist ein irischer Kurzfilm aus dem Jahr 1975 unter der Regie von Louis Marcus, der den Film, für und mit dem er für einen Oscar nominiert war, auch produzierte und schnitt.

## Inhalt

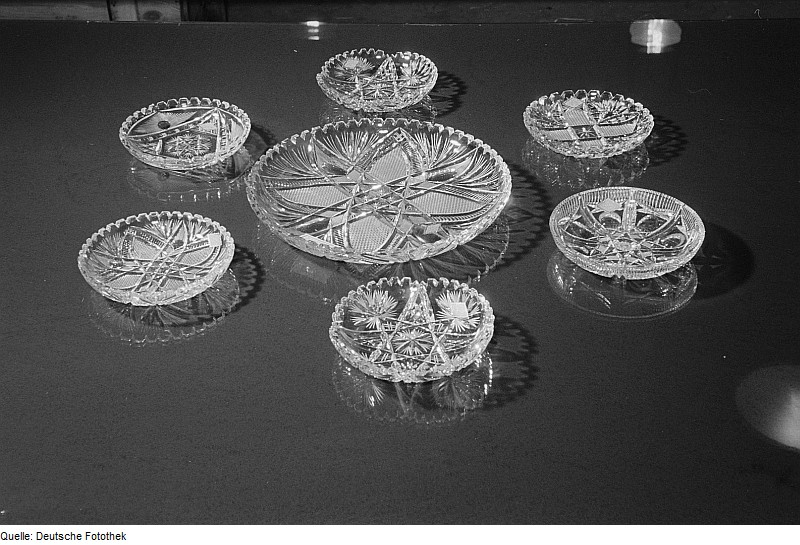
Beispiel für Kristallglas

Im Film steht die Beschäftigung mit einem Verfahren zur Herstellung von Waterford-Kristallen in Irland im Mittelpunkt. Bei Waterford Kristall handelt es sich um einen führenden Hersteller von Glas, Vasen und Schalen aus Kristall. Gegründet wurde das Unternehmen, das nach der gleichnamigen irischen Stadt benannt wurde, 1783 von William und George Penrose. Den 
wohl bekanntesten – den Diamantschliff – findet man in vielen Produkten von Waterford-Kristall wieder.

## Produktionsnotizen
Marcus produzierte den Film mit seiner Produktionsfirma Louis Marcus Productions. Waterford Glass unterstützte den Film auch finanziell.
In Italien wurde der Kurzfilm unter dem Titel La conquista della luce veröffentlicht. 

## Auszeichnung
Oscarverleihung 1976
- Oscarnominierung für Louis Marcus für und mit dem Film in der Kategorie „Bester Kurzfilm“. Die Auszeichnung ging jedoch an Bert Salzman und sein Kurzfilmdrama Angel and Big Joe. Im Film befindet sich Angel, der älteste Sohn einer puerto-ricanischen Familie, im Zwiespalt, ob er bei Big Joe, mit dem er sich angefreundet hat, bleiben oder zusammen mit seiner Familie dem Ruf seines Vaters folgen soll.